# Korai géppuskák
Korai géppuskáknak hívjuk azokat az 1650 és 1900 között készült, sorozatlövésre alkalmas fegyvereket, melyek a lövés után magukat nem töltötték újra, így külső, kézi működtetést igényeltek. Az összes ilyen fegyvert elavulttá tette az 1883-ban feltalált Maxim-géppuska, mely teljesen önműködő volt, így a katonának elég volt az elsütőbillentyűt meghúznia lövéshez, nem kellett kézi erővel kiváltani azt.

## Jellemzői
A korai géppuskák 1860-as-1880-as évekbeli változataihoz emberi erő adott energiát a fegyver újratöltéséhez. Általában a fegyvert működtető katonának egy kurblit kellett forgatnia ehhez a művelethez, így ez több száz lövés után komoly fizikai igénybevételt követelt. Később egy megadott lövésszám után váltották egymást a fegyver kezelői. Ezeknek a lövegeknek az volt a legnagyobb hátrányuk, hogy ebben az időben még feketelőport alkalmaztak a lövés kiváltására, így egy komolyabb sorozat után a fegyver körül látni se lehetett a hatalmas füstfelhő miatt. Ráadásul emellett az ellenség nagyon könnyen megtudhatta a géppuska helyét, ha észrevette a lőpor jellemzően fehér füstjét.
1887-ben vezették be az úgynevezett füst-nélküli lőport, nitrocellúlóz alapon. A korai géppuskákat is alkalmassá tették e lőpor használatára, bár ebben az időben a Maxim-géppuska egyre elkezdte kiszorítani őket a csatatérről.

## Fajtái

### Orgona-ágyú vagy sortűzágyú
A legegyszerűbb sorozatlövő fegyver, egy talapzatra minél több csövet erősítettek, így azok gyors egymásutánban tüzeltek. A 17. századra jellemző alkalmazásuk.

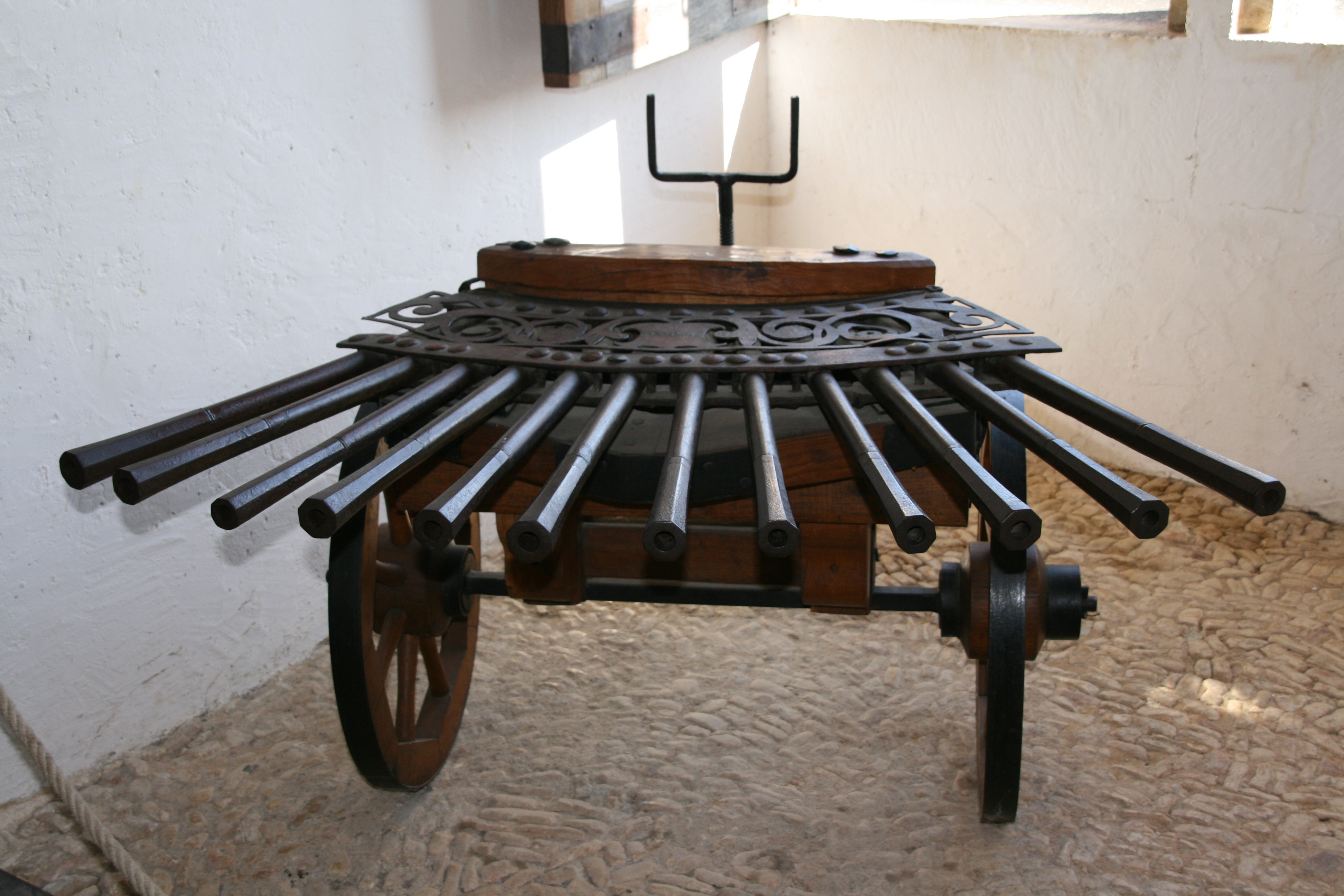
12 csövű sortűzágyú. A fegyvert seregbontónak is nevezték

Később rájöttek, hogy újratöltése nagyon hosszú idő, így hatásosabb egy egylövetű fegyverrel lőni.

### Puckle-ágyú

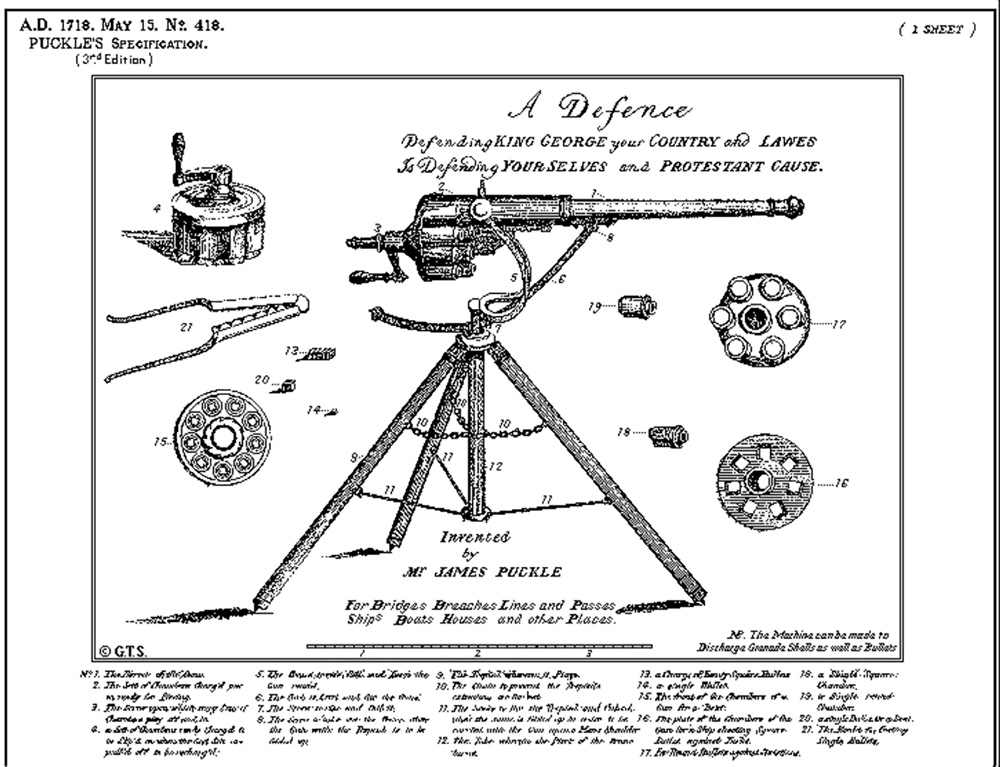
A Puckle-ágyú szabadalmi rajza

Az 1718-ban James Puckle által feltalált löveg egy állványra szerelt óriási revolver volt, melynek dobtárát hátul egy fogantyúval lehetett pörgetni. Amikor a dobtár egy, töltött része a cső elé illeszkedett, az elsütőbillentyű meghúzása után a kovakő rácsapódott egy acéllemezre, az szikrát csiholt és begyújtotta a lőport. Puckle hajóágyúnak szánta, de végül egy háborúban, csatában sem alkalmazták. Az is feltételezhető, hogy csak két példány készült összesen.

### Az Unió ismétlőfegyvere vagy Agar-löveg
Wilson Agar találta fel 1860 körül. Az amerikai polgárháborúban használták. A katonának egy kurblit kellett tekernie, minden leírt kör után elhangzott egy lövés. A fegyvert "Kávédaráló-puskának" is nevezték, mert a hajtókar és a fegyver tetején található lőszer-tartály hasonló kinézetű volt, mint egy közönséges konyhai kávédaráló.

### Gatling-géppuska
A legsikeresebb és legismertebb, kézzel hajtott géppuska. Richard J. Gatling amerikai feltaláló szabadalmaztatta 1862-ben. Az amerikai polgárháborúban vetették be, hasonlóan az Agar-hoz. A fegyver szintén kurblival működik, melyet ha megforgatunk, hat cső elkezd egymással párhuzamosan forogni egy központi tengelyen. A lőszerek egy tárból hullanak a csövekbe a gravitációt kihasználva. Ezután bekerülnek az elsütőmechanizmusba, minden cső egyet tüzel, majd forog tovább. Amíg egy cső lövést ad le, a többit hűti a levegő, aztán fordítva. A géppuska így nem igényel vízhűtést.
A 19. század második felében a Magyar Királyi Honvédség is rendszeresítette a fegyvert.
A Gatling-géppuskát a Maxim feltalálása után is tovább használták egyszerűsége miatt. 1900 körül Gatling elektromos motort épített a kurbli helyébe, így nem a katonáknak kellett forgatniuk a csöveket.
1911-ben az amerikai hadsereg az összes típust elavultnak tekintette.

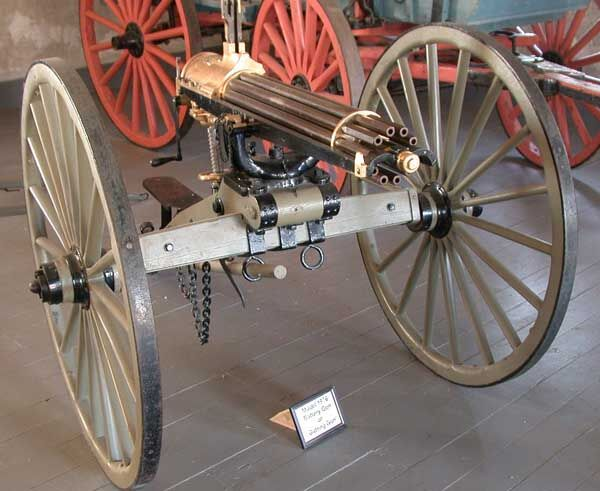
A Gatling-géppuska kétkerekű ágyútalpon

Ám a fegyver története itt nem ért véget, ugyanis az 1960-as években megszületett a Minigun nevű forgócsöves, elektromos meghajtású gépágyú, ami ugyanazt a mechanizmust használja, mint a polgárháború híres fegyvere.

### Montginy Mitrailleuse
1870-es francia fegyver, a porosz csapatok ellen használták a két birodalom 1870-71-es háborújában. 37 cső volt egy nagyobb csőben, gyors egymásutánban tüzeltek. Ez a géppuska is kurblis működésű, amint elkezdjük forgatni, a megfeszített ütőszegek rugóját egy mechanizmus kioldja, majd azok a lőszerhüvelyek hátuljába csapódtak és begyújtották a lőport. A tárba 37 lőszer fér.

### Nordenfelt hajófedélzeti torpedóromboló
A fegyvert Helge Palmcrantz svéd mérnök tervezte. Megalkotott egy mechanizmust azáltal, hogy egyetlen kart hátra és előre mozgat. 1873-ban szabadalmaztatta. A fegyver gyártását egy svéd acélgyártó és bankár (későbbi fegyvergyártó), Thorsten Nordenfelt nevű londoni dolgozó támogatta.
2-től 12 csöves változatig gyártották.
A fegyvert egy karral kellett mozgatni, hátrahúzásával a tárból a gravitáció segítségével lőszer esett a csőbe (csövekbe). A kar előrehúzásával az ütőszeg mechanizmusa működésbe lépett, elsült a lőszer, majd az üres hüvely a földre esett.

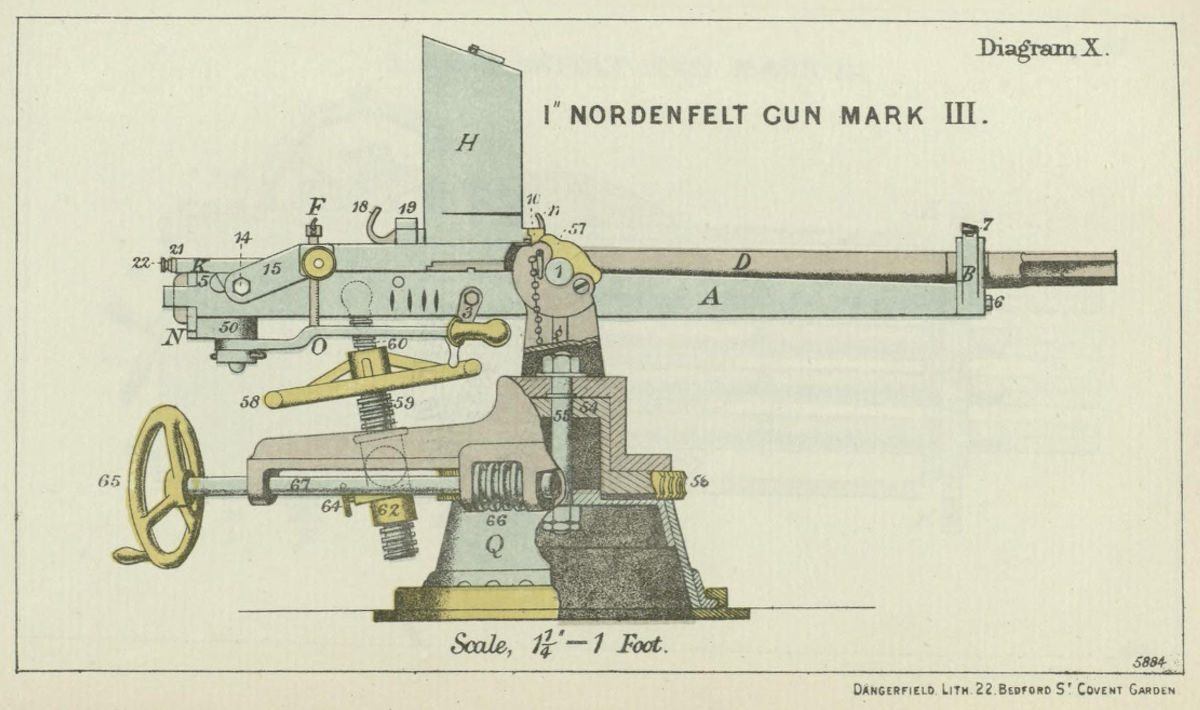
4 csövű Nordenfelt-géppuska oldalról. A fegyver lőszere miatt inkább kézi működtetésű gépágyúnak felel meg

A fegyver megtalálható a Lajta Monitor Múzeumhajón.

### Hotchkiss forgócsövű ágyúja

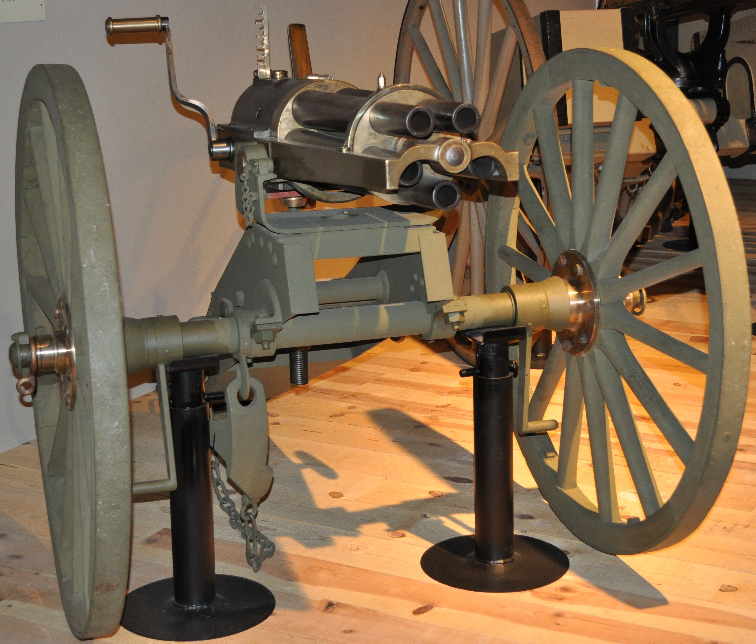
Hotchkiss forgócsövű lövege

A fegyvert 1872-ben találta fel Benjamin B. Hotchkiss. Külsőre nagyon hasonlít a Gatling-géppuskára, ezért sokan összetévesztik vele. Általában egy tüzérségi lövegtalpra szerelték az ágyút. A fegyver abban különbözik Gatling géppuskájától, hogy hat helyett csak öt csővel rendelkezik, és űrmérete jóval nagyobb, létezett egy 37 és egy 47 mm-es változata is. Az elsütőszerkezet sem nem egyezett meg a Gatlingével. Tulajdonképpen egy sorozatlövő ágyú volt, mely robbanó lövedékeket lőtt az ellenségre.